# فندق ريد كاربت إن

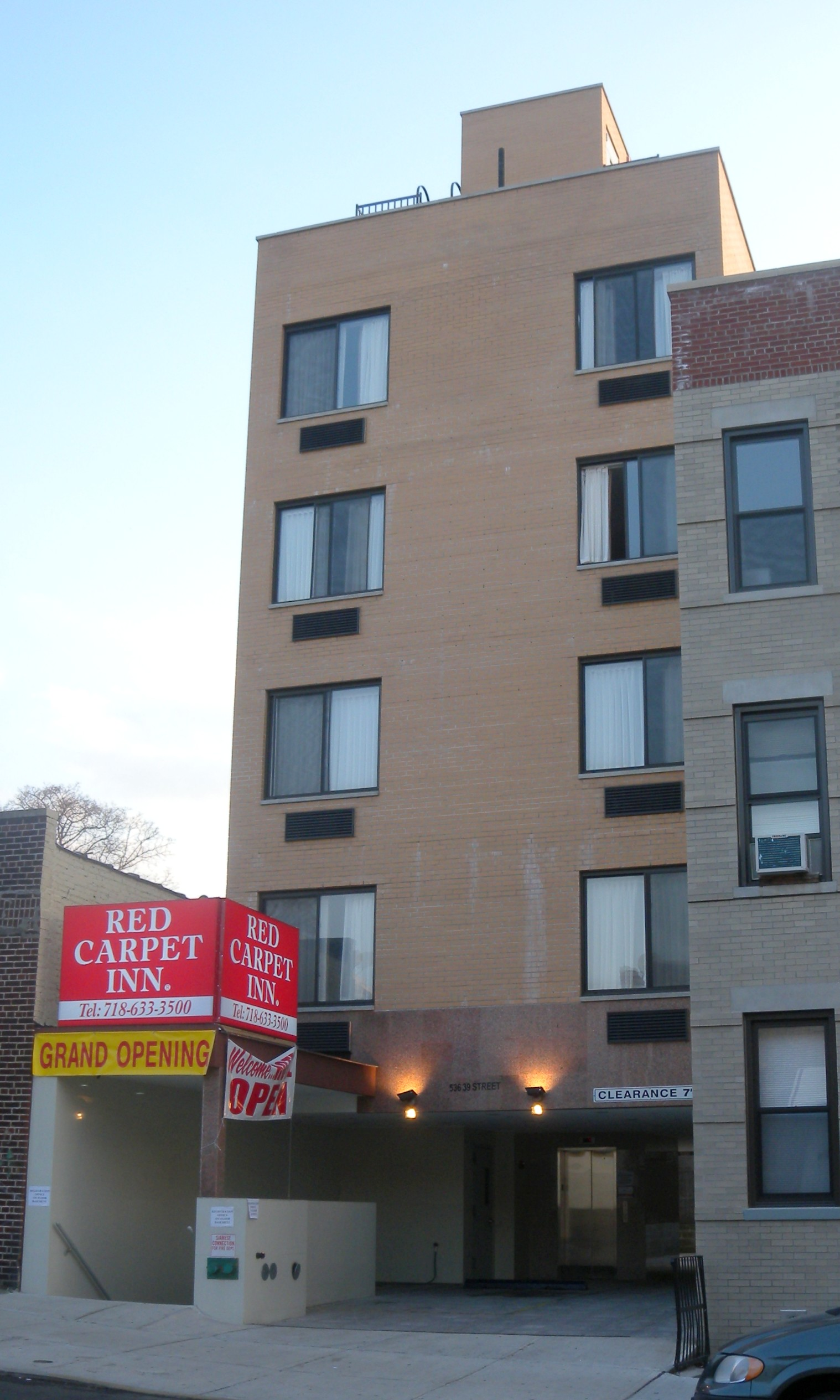
Sunset Park, Brooklyn

فندق ريد كاربت إن هو سلسلة من الفنادق والموتيلات مع مواقع في الولايات المتحدة وجزر البهاما وريد نزل العلامات التجارية هي جزء من الضيافة نظام الامتياز التجاري الدولي ومملوكة لأفراد وتعمل.

## التاريخ
و في مايو 1955 صدرت عقد التأسيس من قبل دولة كولورادو لشركة تاشا النفط واليورانيوم ومع تغيير لاحق اسم في عام 1978 إلى برودواي الشركات، وشركة وفي عام 1979 إلى فندق رينت آي كار أنظمة وفي وقت ما خلال أواخر 1960 فندق ريد كاربت إن الدولية وشركة هي شركة كولورادو وقامت ماستر تستضيف فندق إن وفندق ريد كاربت إن نزل العلامات التجارية من فندق ريد كاربت إن وشركة وفي صيف عام 1969 تومي تاكر (واحد من المؤسسين الأصليين للجودة محاكم الولايات التي تعرف الآن باسم كواليتي إن) وبيل هاروود (أحد الأشخاص الأساسي الذي ينطوي في برودواي الشركات وشركة) التي فندق ريد كاربت إن الأمريكية شركة وفي مايو 1972 مقرها فندق ريد كاربت إن الأمريكية في دايتونا بيتش فلوريدا.
و كان عليه في عام 1973 عندما نشرت شركة فندق ريد كاربت إن الأمريكية دليل السفر لالمضيفين ربانها الفنادق الصغيرة والسجادة الحمراء الصغيرة وعرضت تحفظات «الفورية» من خلال رقم الهاتف المجاني وأشار إلى «بنك أمريكان إكسبريس الفضاء واحد من أكبر وأسرع وأفضل نظم الحجز في العالم» وذكر الدليل أيضا على أن«كل ماستر المضيفين ويوفر فندق فندق ريد كاربت إن: خدمات كاملة بما في ذلك مرافق الطعام والأغذية والمشروبات وخدمة الغرف وغسيل الملابس وخدمة صف السيارات وخدمة بواب وكل يتميز ببركة سباحة أو مرفق ترفيهي للمقارنة وجولة تكييف العام هواء وهاتف في كل غرفة 24 ساعة وخدمة لوحة مفاتيح وخدمة مجانية تحفظ ومتسع لوقوف السيارات وأعلى معايير أو الموافقة تفتيش صارمة وإدارة قادرة من ذوي الخبرة ومضياف و» كان هناك 57 فندق ريد كابت إن الخصائص المذكورة وفي بعض المدن الرئيسية والمناطق جاذبية شعبية مثل توكسون وأريزونا وليتل روك وأركنساس ودنفر وكولورادو ودايتونا بيتش وجاكسونفيل وأورلاندو وفلوريدا وأتلانتا وسافانا وجورجيا ونوكسفيل وبيجون فورج وتينيسي وهيوستن وتكساس وريتشموند وستانتون وفرجينيا بيتش ووليامز وفرجينيا.
ملكية تغيرت حوالي عام 1978 ومقرها فندق ريد كاربت إن الدولية نقله إلى أتلانتا جورجيا وفي عام 1980 نشرفندق ريد كاربت إن الدولي لدليل السفر الدولية وإدراج 99 خصائص تحلق إما ريد كاربت نزل أو ماستر هوستز إن فلاغ مع 30 مواقع في الولايات المتحدة في جميع أنحاء كندا وفي مونتيري والمكسيك ورائعة كرة قدم جوني أونيتس هو أيضا المتحدث باسم الشركة خلال هذه الفترة الزمنية.

## وصلات خارجية
- Official website for hotel owner franchise opportunities
- Guest reservations